# ورنل
ورنل (به ایتالیایی: Vernole) یک کومونه در ایتالیا است که در استان لچه واقع شده‌است.

## خصوصیات
ورنل ۶۰ کیلومترمربع مساحت و ۷٬۴۵۰ نفر جمعیت دارد و ۳۸ متر بالاتر از سطح دریا واقع شده‌است.